# St. Helena (Schiff)
Die St. Helena ist ein Kombischiff, das als Postschiff RMS St. Helena von 1990 bis 2018 die gleichberechtigten Teile St. Helena, Ascension und Tristan da Cunha des Britischen Überseegebietes St. Helena, Ascension und Tristan da Cunha mit dem Festland sowie miteinander verband. Von April bis Oktober 2018 trug das Schiff den Namen MNG Tahiti.

## Geschichte
Das kombinierte Fracht- und Passagierschiff ist mit 6767 BRT vermessen und bietet bei einer Besatzung von 56 Mann 128 Passagieren Platz. Es war eines der letzten Hochsee-Postschiffe im Dienst der britischen Flagge und wurde in den Jahren 1989/1990 bei der Werft Hall, Russell & Company in Aberdeen speziell für diese Route gebaut und in Dienst gestellt. Die St. Helena war sowohl der letzte Neubau der Werft als auch der letzte Seeschiffsneubau in Aberdeen. Das Schiff löste seine Vorgängerin ab, die St. Helena von 1963.
Mit Eröffnung des Flughafens St. Helena sollte die St. Helena am 15. Juli 2016 ihren Betrieb einstellen. Danach war der Verkauf zu Gunsten der Insel geplant. Aufgrund der Verschiebung der Eröffnung des Flughafens sollte die St. Helena bis Juli 2017 fahren. Im Dezember 2016 wurde eine weitere Verlängerung der Fahrten, und im Oktober 2017 die Außerdienststellung für Februar 2018 angekündigt. Die St. Helena lief am 29. Januar 2018 das letzte Mal planmäßig St. Helena an. Die Versorgung der Inseln übernahm nun in erster Linie das Mehrzweckfrachtschiff Helena.
Die St. Helena sollte am 11. Februar 2018 letztmals St. Helena verlassen, musste aufgrund eines medizinischen Notfalls jedoch am 12. Februar ein tatsächlich letztes Mal nach St. Helena zurückkehren. Das viertletzte aktive Royal Mail Ship stellte den Dienst nach 29 Jahren offiziell am 17. Februar 2018 ein. Danach wurde es im E-Berth, Duncan Dock in Kapstadt, aufgelegt.
Das Schiff war ab April 2018 in Besitz von MNG Maritime und trug den Namen MNG Tahiti mit Registrierung in St. Kitts und Nevis und Heimathafen in Basseterre. Es sollte als schwimmende Waffenkammer im Golf von Oman eingesetzt werden.
Im Oktober 2018 verkaufte MNG das Schiff, und es kehrte wieder, umbenannt in St. Helena, nach Großbritannien zurück. Hier wurde es umfangreich renoviert sowie modernisiert, um als schwimmendes Fahrerlager für die Rennserie Extreme E zu dienen. Seit Mitte 2025 fährt das Schiff als Expeditionsschiff für ein australisches Tourismusunternehmen.

## Hintergrund
Bis in die 1960er Jahre wurde die Insel im regelmäßigen Postschiffdienst von diversen Schiffen der Reederei Union-Castle Line angelaufen, die im staatlichen Auftrag regelmäßig zwischen England und Südafrika verkehrten. Mit dem zunehmenden Luftverkehr wurden diese Linien eingestellt, und die St. Helena war das einzig verbliebene kombinierte Fracht- und Passagierschiff, das die Insel regelmäßig anlief.

## Bilder

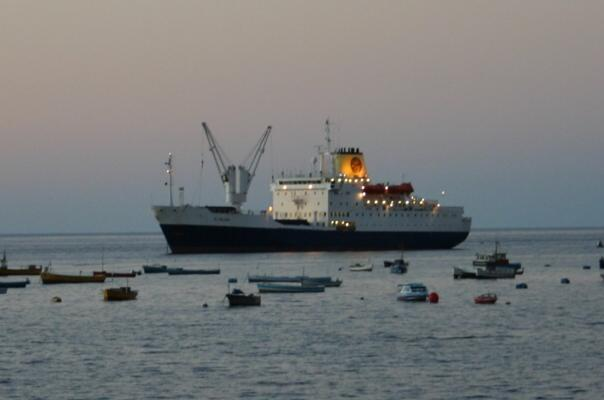
St. Helena vor St. Helena
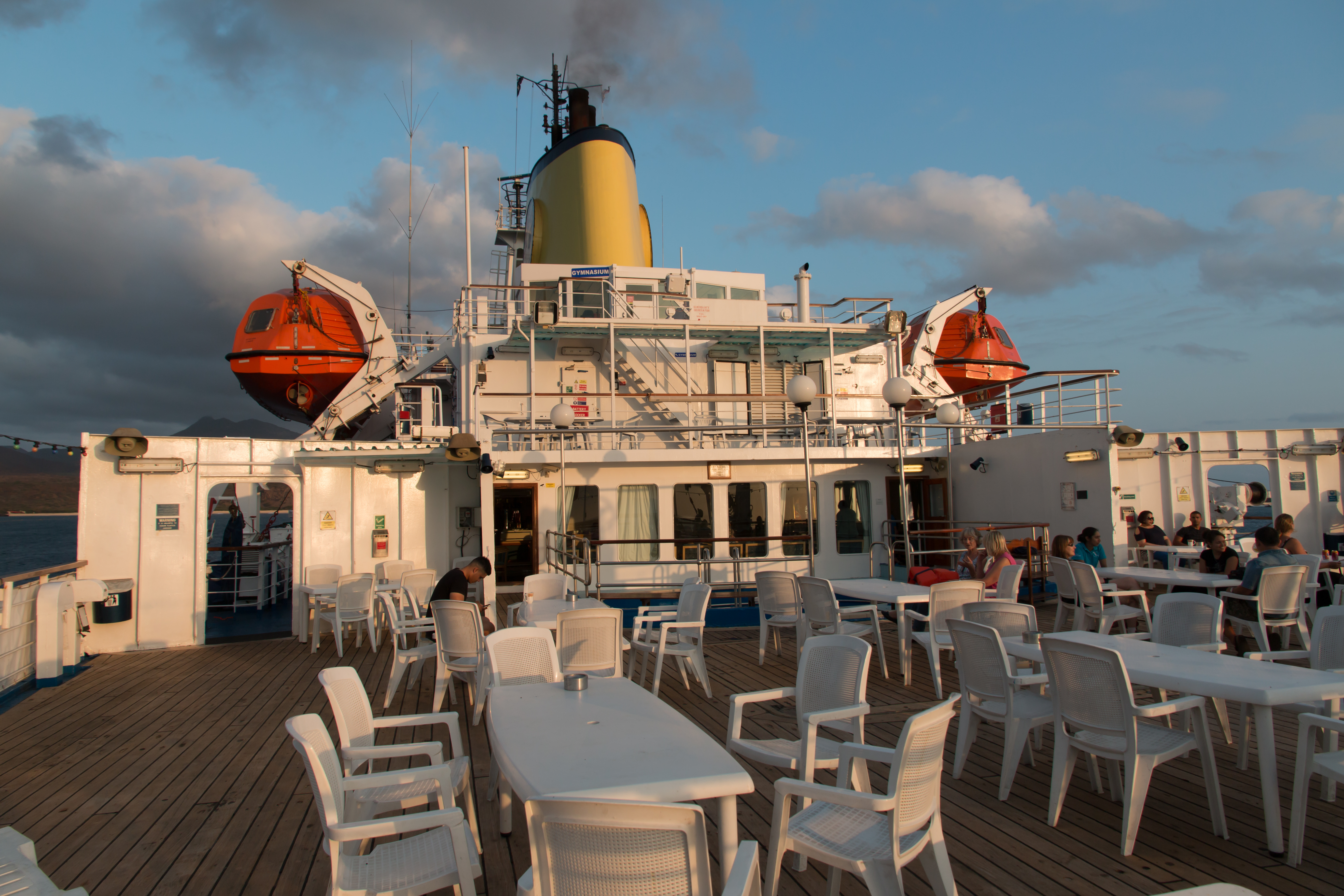
An Bord
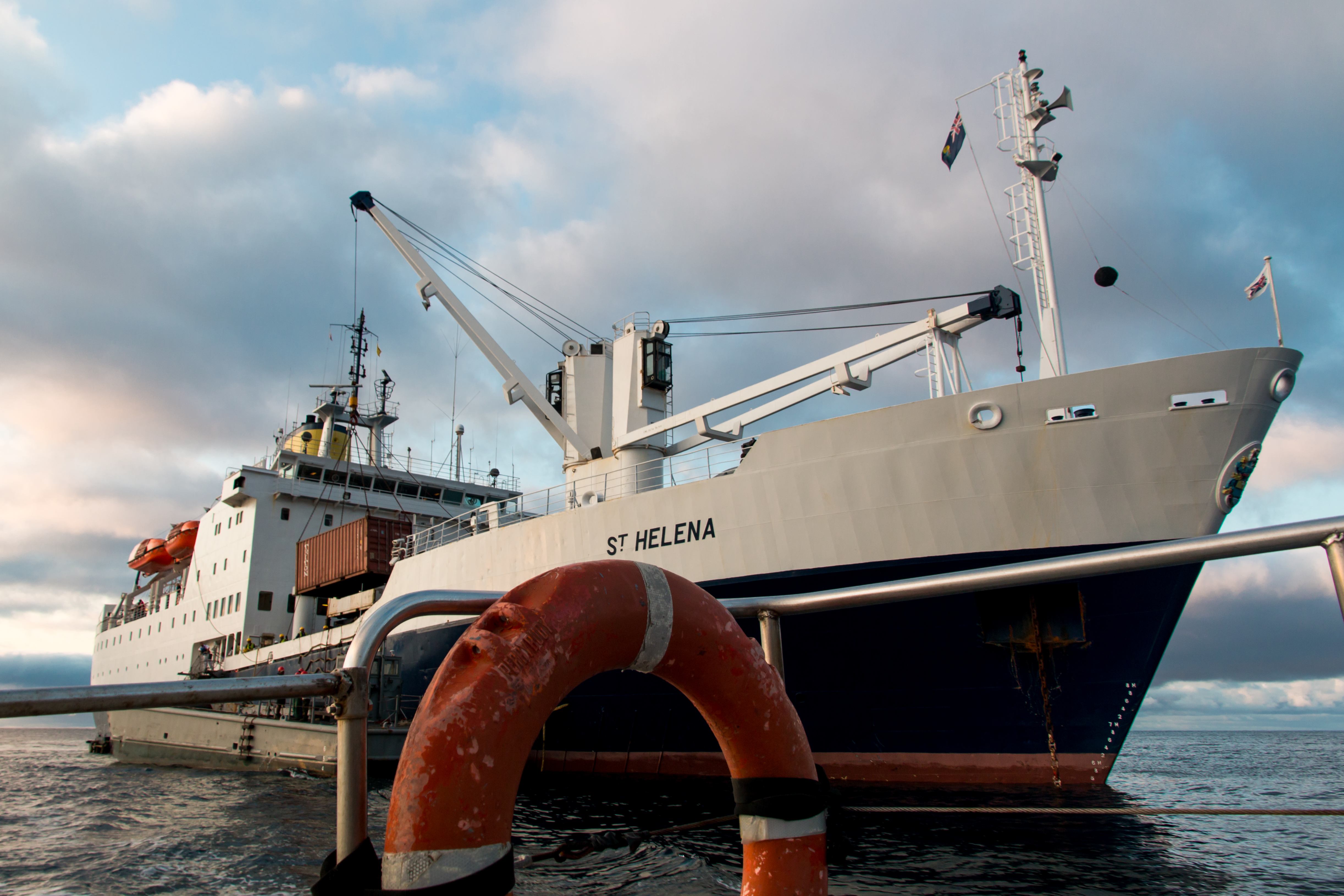
St. Helena